# Семьяновский сельский совет
Кротенковский сельский совет (укр. Кротенківська сільська рада) — входит в состав
Полтавского района
Полтавской области
Украины.
Административный центр сельского совета находится в 
с. Семьяновка
.

## Населённые пункты совета
- с. Семьяновка
- с. Олепиры
- с. Патлаевка
- с. Терновщина
- с. Яцынова Слободка